# Nierada
Nierada – wieś w Polsce położona w województwie śląskim, w powiecie częstochowskim, w gminie Poczesna.

## Położenie
Wieś położona jest na ziemiach piaszczystych i nieurodzajnych.
Przez miejscowość przebiega droga wojewódzka nr 904: Blachownia – Kolonia Poczesna.
Wieś leży w Częstochowskim Obszarze Rudonośnym. W XIX wieku powstała tu pierwsza w regionie częstochowskim zorganizowana kopalnia rud żelaza.

## Historia
Pierwsze wzmianki o kuźnicy w Nieradzie pochodzą z 1620 roku. Na początku XVII w. wieś Radziątków (dawna nazwa wsi) leżała na terytorium parafii św. Jana Chrzciciela w Poczesnej i jest wymieniana w jej dokumentach. W I Rzeczypospolitej wieś leżała w powiecie lelowskim w województwie krakowskim.
W wyniku II rozbioru Polski Nierada znalazła się w granicach Prus, w prowincji Prusy Południowe. Leżała w powiecie częstochowskim, w departamencie łęczyckim, następnie piotrkowskim, a od 1798 roku w departamencie kaliskim. W 1789 roku wieś zamieszkiwało 49 kmieci. W latach 1807–1815 Nierada leżała w Księstwie Warszawskim, w powiecie częstochowskim, w departamencie kaliskim. Po Kongresie Wiedeńskim znajdowała się w Królestwie Polskim, w powiecie częstochowskim, w obwodzie wieluńskim, w województwie kaliskim, od 1837 roku w guberni kaliskiej Imperium Rosyjskiego. 
W 1827 r. we wsi było 38 domów, 383 mieszkańców.
Od 1867 roku wchodziła w skład powiatu częstochowskiego w guberni piotrkowskiej. Od 1868 do lat 70. XIX w. wchodziła w skład gmina Bargły, następnie gminy Kamienica Polska.
W 1886 r. wieś leżała w gminie Rększowice, miała 67 domów i 429 mieszkańców.
W 1918 roku znalazła się w granicach II Rzeczypospolitej, od 1923 roku w gminie Poczesna w powiecie częstochowskim w województwie kieleckim. W dwudziestoleciu międzywojennym w okolicach Nierady działała kopalnia rud żelaza „Maria”. Wieś była zamieszkana przez około 1000 osób.
Po wybuchu II wojny światowej, na mocy dekretu Adolfa Hitlera z 8 października 1939 roku wieś została włączona do III Rzeszy. Znajdowała się w powiecie Blachownia w rejencji opolskiej w prowincji Śląsk (od stycznia 1941 roku w nowej prowincji Górny Śląsk).
Po wojnie wieś podlegała Gromadzkiej Radzie Narodowej w Hutkach, w powiecie częstochowskim w województwie kieleckim (od 1950 w katowickim). W latach 1954–1959 wieś należała i była siedzibą władz gromady Nierada, po jej zniesieniu w gromadzie Hutki. W 1957 roku rozpoczęto budowę nowego budynku szkoły w Michałowie. W latach 1975–1998 miejscowość położona była w województwie częstochowskim.
Między Nieradą a Łaźcem znajdował się do 1989 roku poligon wojskowy (Garnizonowy Wojskowy Plac Ćwiczeń) 6 Pułku Zmechanizowanego – około 200 ha gruntów, w tym około 120 na terenie gminy Poczesna i ok. 80 ha na terenie gminy Konopiska. Teren jest zdegradowany.

### Zbrodnia w Nieradzie
W roku 1939 podczas inwazji Niemiec na Polskę doszło we wsi do zbrodni niemieckiej. Wehrmacht rozstrzelał mieszkańców wsi, jak i uchodźców wojennych przebywających we wsi. Niemcy spalili 75% zabudowań wsi. Był to wynik prowokacji. Żołnierze niemieccy urządzili strzelaninę, a następnie oskarżyli wobec dowódców Polaków, którzy mieli do nich strzelać. Aresztowano 30 mężczyzn, ustawiono ich w rzędzie, a następnie bagnetami na karabinach popychano w płomienie. Następnie zmieniono plan i postanowiono ich wszystkich rozstrzelać. Ocalał tylko jeden mieszkaniec wsi, który zdążył uciec i ukryć się w zaroślach.

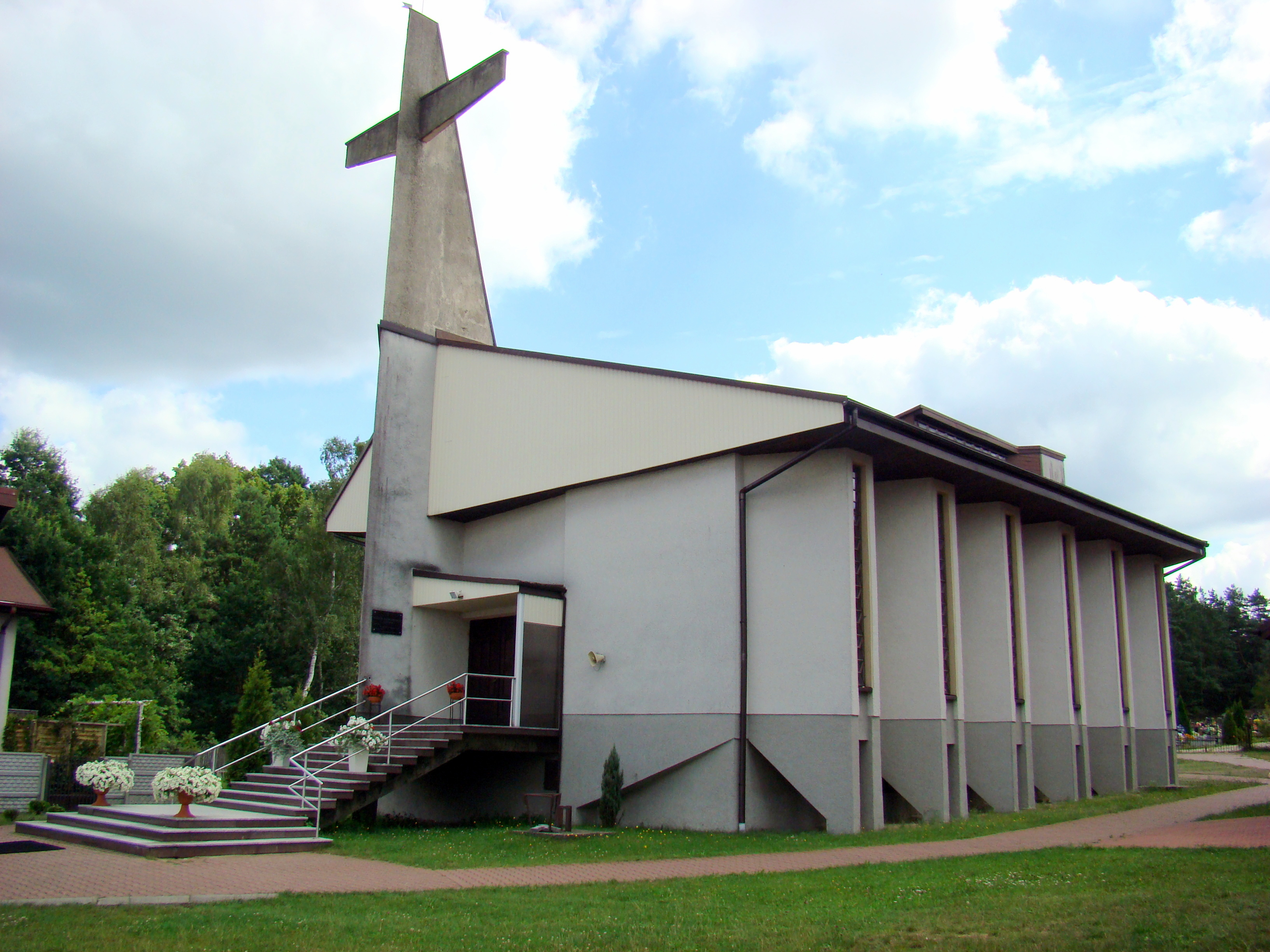
Kościół Świętych Apostołów Piotra i Pawła

## Parafia rzymskokatolicka
Od XVII w. wieś podlegała pod parafię św. Jana Chrzciciela w Poczesnej, od 1985 roku podlega parafii św. apostołów Piotra i Pawła w Nieradzie. W pobliżu kościoła pod tym samym wezwaniem znajduje się cmentarz parafialny.

## Ochotnicza Straż Pożarna
Ochotnicza Straż Pożarna w Nieradzie istnieje od 1932 roku. Magazyn gospodarczy spłonął w 1939 roku, a zgromadzony materiał budowlany na wozownię został wykorzystany przez okupanta na budowę drogi. W 1940 roku powołano obowiązkową straż pożarną. Po II wojnie światowej straż zorganizowano ponownie. W latach 1945–1948 w czynie społecznym wybudowano remizę strażacką. W latach 1959–1964 wybudowano nowy budynek remizy strażackiej. Połowa funduszy pochodziła z tak zwanego czynu społecznego. W 1972 roku przekazano jednostce sztandar.

## Oświata
W latach 30. XX w. działała czteroklasowa szkoła mająca siedzibę w jednoizbowym budynku. Po wojnie zajęcia odbywały się w prywatnych budynkach. W 1958 roku oddano do użytku nowy budynek. W latach 2004–2005 przeprowadzono jego remont, a w 2006 roku wybudowano salę gimnastyczną. Szkoła położona jest w Michałowie.

## Instytucje publiczne
We wsi od 1972 roku działa filia biblioteki gminnej. Działa tu również gminny ośrodek zdrowia i Koło Gospodyń Wiejskich.